# Dactylopleustes yoshimurai
Dactylopleustes yoshimurai is een vlokreeftensoort uit de familie van de Pleustidae. De wetenschappelijke naam van de soort is voor het eerst geldig gepubliceerd in 2004 door Tomikawa, Hendrycks & Mawatari.